# Wake Up (エレファントカシマシのアルバム)
『Wake Up』(ウェイクアップ)は、エレファントカシマシの23枚目のオリジナル・アルバム。

## 概要
- オリジナルアルバムとしては、前作『RAINBOW』以来約2年5ヶ月ぶりのリリース。
- 30周年記念シングルとしてリリースされた2枚のシングルを含む、5曲のシングルタイアップ楽曲を収録。
- 今作は通常盤、初回限定盤、完全受注生産によるUNIVERSAL MUSIC STORE限定デラックス盤[1] でリリースされた。
- 初回限定盤は初商品化となる「Easy Go」を含む6曲のMusic Videoを収録したDVDとアルバム収録楽曲の宮本浩次制作のdemo音源CDが付属。
- デラックス盤はCD+LIVECD+DVD+フォトブックが付属されている。
- 2019年より宮本浩次がソロ活動を開始したため、2021年6月現在このアルバムがバンドとしての最後の音源となっている。

## 収録曲
全作詞・作曲・編曲：宮本浩次、村山☆潤
1. Wake Up
2. Easy Go
  - テレビ東京系ドラマ「宮本から君へ」主題歌[2]
3. 風と共に
  - 49thシングル
  - NHK『みんなのうた』2017年6-7月放送曲[3]）
4. 夢を追う旅人
  - 48thシングル
  - 明治企業CM「POWER！ひとくちの力　登坂絵莉選手篇」CMソング[4]
5. 神様俺を
6. RESTART
  - 50thシングル
  - フジテレビ系『FNS27時間テレビ2017にほんのれきし』ドラマテーマソング[5]
7. 自由
8. i am hungry
  - 48thシングルのカップリング曲
  - テレビ東京系ドラマ24『侠飯〜おとこめし〜』オープニングテーマ
9. 今を歌え
  - 50thシングル
  - NHK BSプレミアム プレミアムドラマ『全力失踪』主題歌[6]
10. 旅立ちの朝
11. いつもの顔で
12. オレを生きる

### 初回限定盤の特典
DVD（Music Video集）
1. 夢を追う旅人
2. 風と共に
3. RESTART
4. 今を歌え
5. Easy Go
6. RESTART（夢のロックバンドver.）

Demo Tracks CD　
1. Easy Go ０（ベース弾き語り/ドラム打ち込み）　録音：2017.11.16
2. Easy Go初期型（コードA）　録音：2017.11.28 
『宮本から君へ』の監督・真利子哲也に最初に聴いてもらった音源
3. Easy Go ほぼ最終系（コードG）（ドラム打ち込み/ギター・ベース）　録音：2018.2.3
 歌詞が一部違っている。
4. 自由 demo ver.（ボーカル/ギター/ベース/手ドラム）　録音：2016.4.16
5. いつもの顔で　2013 demo ver.（ボーカル/ギター/ベース/手ドラム)　録音：2013年4月頃
本アルバム収録曲の中では、最も古い楽曲。活動休止からの再始動時に「めんどくせい」などと共に制作された音源。
6. いつもの顔で 2018 demo ver.（ボーカル/ギター/ベース/ドラム）　録音：2018.3.24
レコーディングすることが決まって、みんなに聴いてもらうために改めて制作したdemo音源。ドラムも宮本が叩いている。

### デラックス盤の特典
30th ANNIVERSARY TOUR “THE FIGHTING MAN” TOUR FINAL＠富山オーバード・ホール LIVE CD（Disc 1）
1. 歴史
2. 今はここが真ん中さ！
3. 新しい季節へキミと
4. ハロー人生!!
5. デーデ
6. 悲しみの果て
7. 今宵の月のように
8. 戦う男
9. 風に吹かれて
10. 翳りゆく部屋
11. 桜の花、舞い上がる道を
12. 笑顔の未来へ

30th ANNIVERSARY TOUR “THE FIGHTING MAN” TOUR FINAL＠富山オーバード・ホール LIVE CD（Disc 2）
1. 3210
2. RAINBOW
3. ガストロンジャー
4. 今を歌え
5. 四月の風
6. 俺たちの明日
7. 風と共に

30th ANNIVERSARY TOUR “THE FIGHTING MAN” TOUR FINAL＠富山オーバード・ホール LIVE CD（Disc 3）
1. ズレてる方がいい
2. 奴隷天国
3. コール アンド レスポンス
4. 生命賛歌
5. RESTART
6. 夢を追う旅人
7. ファイティングマン
8. 友達がいるのさ
9. 涙
10. 待つ男

THE ELEPHANT KASHIMASHI 30th ANNIVERSARY “THE FIGHTING MAN” DOCUMENTARY（DVD）
THE FIGHTING MAN TOURに密着したドキュメントの未公開映像を中心に、30周年アニバーサリーイヤー1年のエレファントカシマシを追った映像を収録したもの。初出場となった第68回NHK紅白歌合戦「今宵の月のように」のパフォーマンス映像も収録されている。
フォトブック「30th year’s world」
全64ページで写真家の 岡田貴之 と大森克己による三部構成。
1. Presense (撮影・岡田貴之)
大阪城ホールからさいたまスーパーアリーナまでの30周年イヤーとニューアルバムのレコーディングを撮影したもの。
2. 031718 (撮影・大森克己)
3月17日、18日に行われた30周年ツアーファイナルのさいたまスーパーアリーナ公演のバックステージを含むライブ写真集。
3. Dream (撮影・岡田貴之)
アルバム「Wake Up」のレコーディングの1日に密着した写真集。